# Camboulazet
Camboulazet település Franciaországban, Aveyron megyében. Lakosainak száma 401 fő (2022. január 1.). Camboulazet Camjac, Baraqueville, Centrès, Manhac, Quins és Sainte-Juliette-sur-Viaur községekkel határos.

## Népesség
A település népessége az elmúlt években az alábbi módon változott:
| Lakosok száma | 397  | 329  | 295  | 342  | 425  | 443  | 398  | 388  | 380  | 401  |
|               | 1968 | 1982 | 1990 | 2006 | 2013 | 2015 | 2017 | 2019 | 2020 | 2022 |